# Serixia curta
Serixia curta är en skalbaggsart som beskrevs av Stefan von Breuning 1950. Serixia curta ingår i släktet Serixia och familjen långhorningar.
Artens utbredningsområde är Sarawak. Inga underarter finns listade i Catalogue of Life.